# Cimetière Rabelais 2 de Saint-Maur-des-Fossés
Le cimetière Rabelais II est l'un des quatre cimetières municipaux de la ville de Saint-Maur-des-Fossés (Val-de-Marne) dans la banlieue parisienne. Il s'agit chronologiquement du deuxième cimetière de la commune. Il se trouve boulevard Rabelais.

## Histoire et description

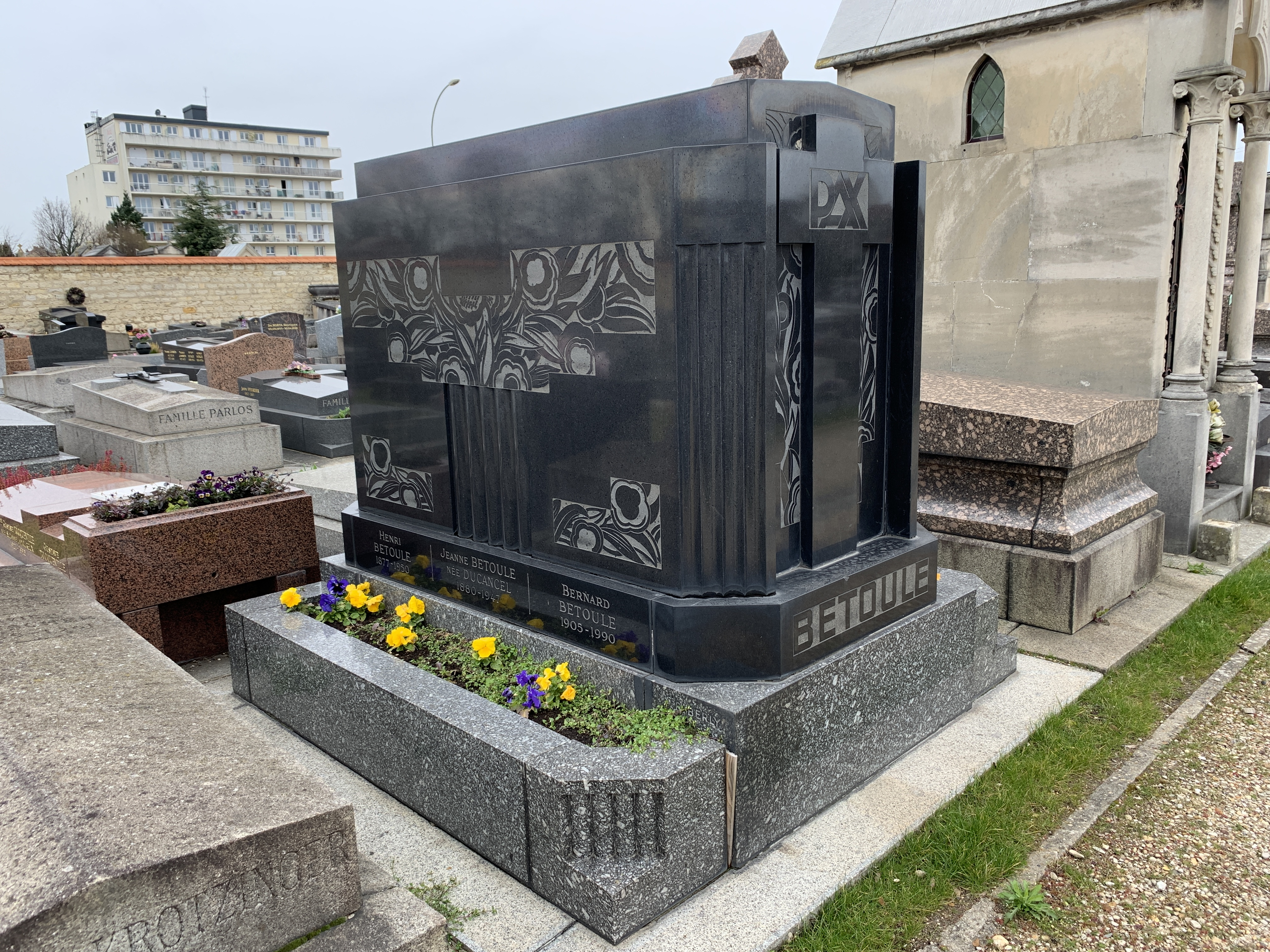
Sépulture Bétoule.

Ce cimetière a ouvert en 1883, comme extension du cimetière Rabelais I sur un terrain de l'autre côté du boulevard vendu par la princesse Ruspoli. Il possède un grand carré militaire sur une vaste pelouse avec les tombes de soldats des deux guerres mondiales et une fosse de quinze soldats prussiens et une autre de trente soldats français de la guerre de 1870. L'on remarque aussi des tombes de soldats français morts pendant la guerre d'Algérie et un groupe sculpté en hommage aux veuves et orphelins de guerre. Le cimetière possède un monument aux morts de la guerre de 1870 et un monument aux morts des guerres du XXe siècle.
Le monument sépulcral en marbre noir Art déco de la famille Bétoule est inscrit à l'inventaire, ainsi que la sépulture Laurent-Renon surmontée d'une pleureuse.

## Personnalités inhumées
- Édouard Bled (1899-1996), grammairien, et son épouse Odette (1907-1991)
- Meg Lemonnier (1905-1988), actrice

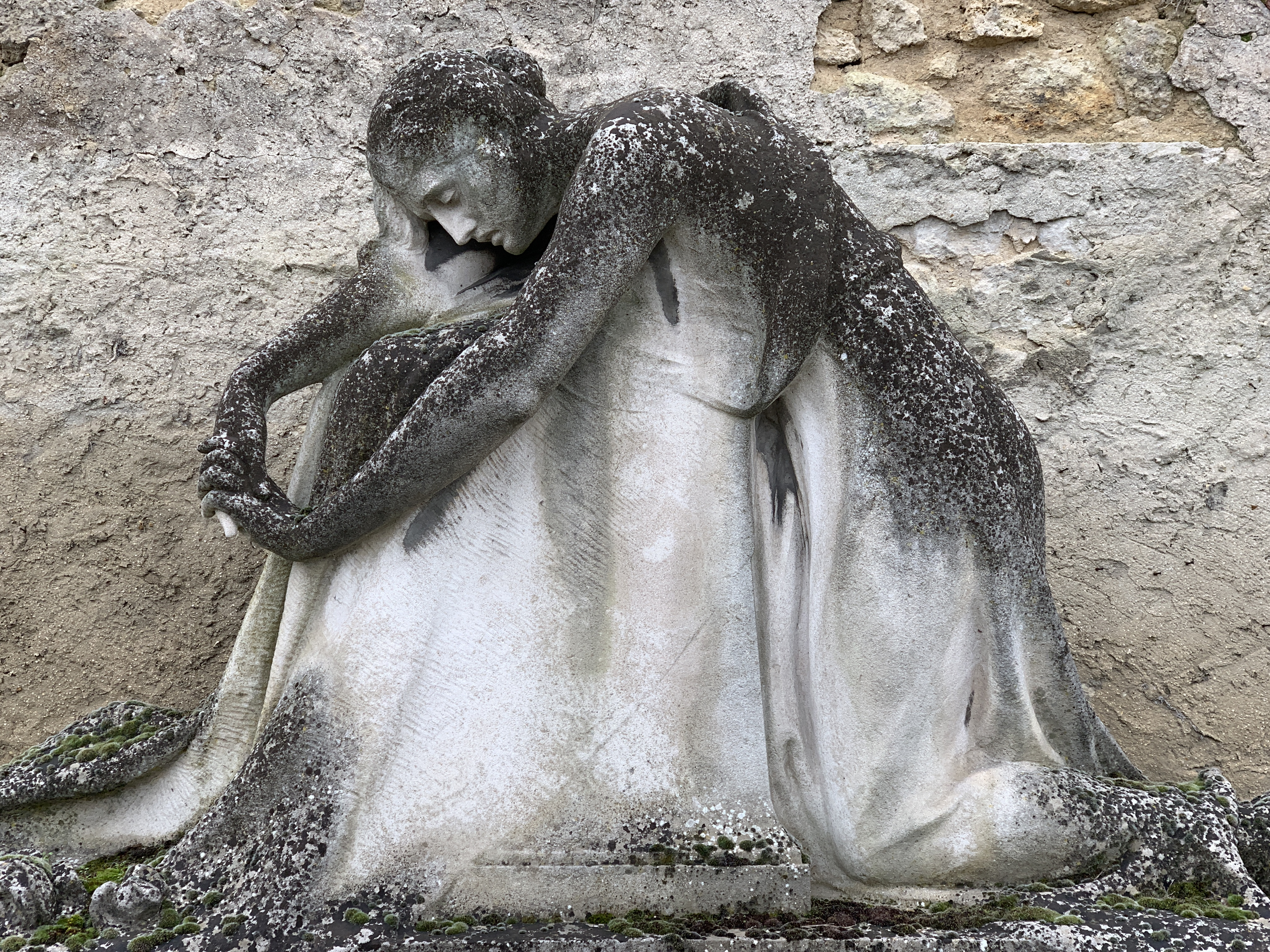
Pleureuse sur la sépulture Laurent-Renon.
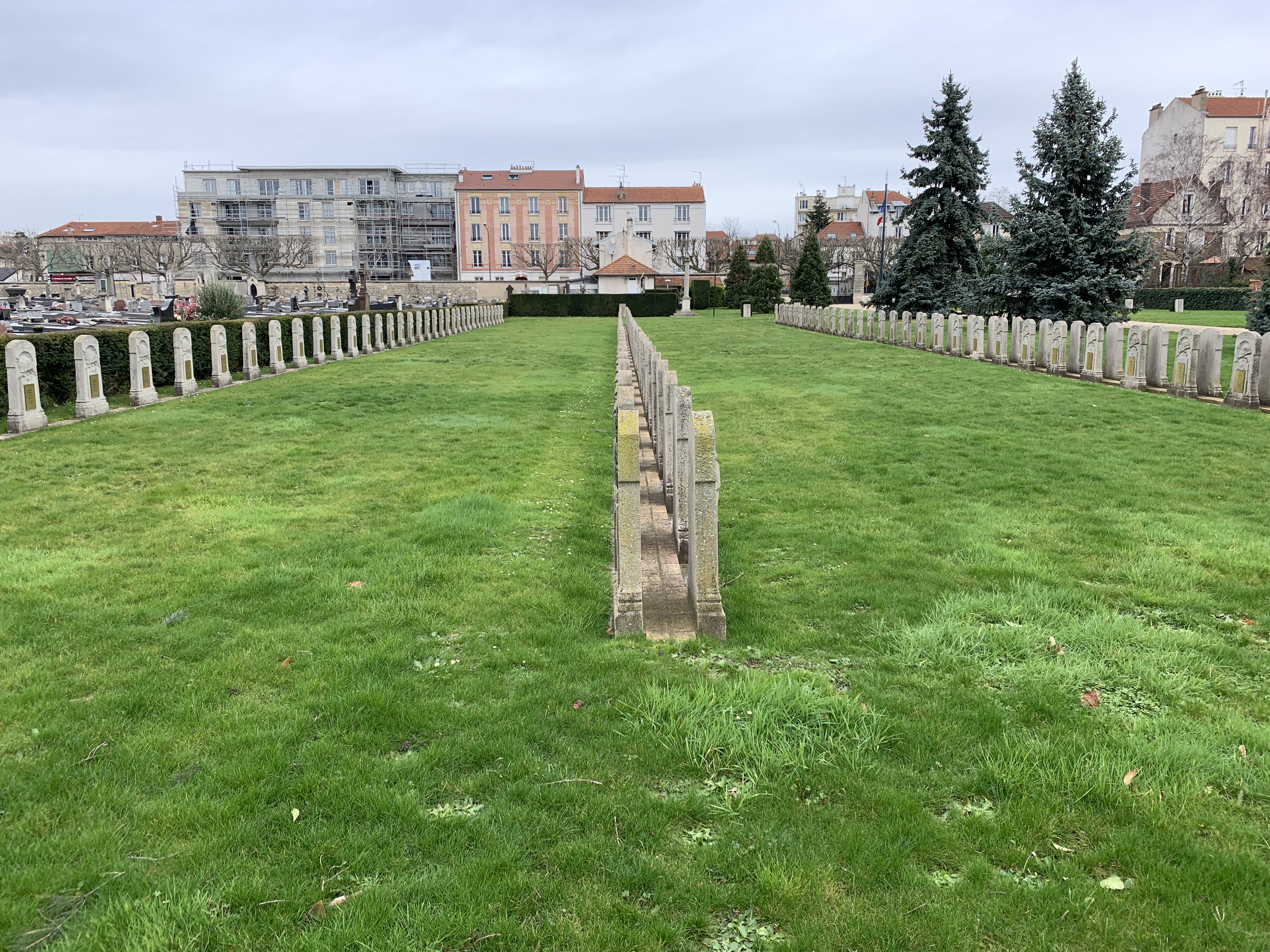
Carré militaire.
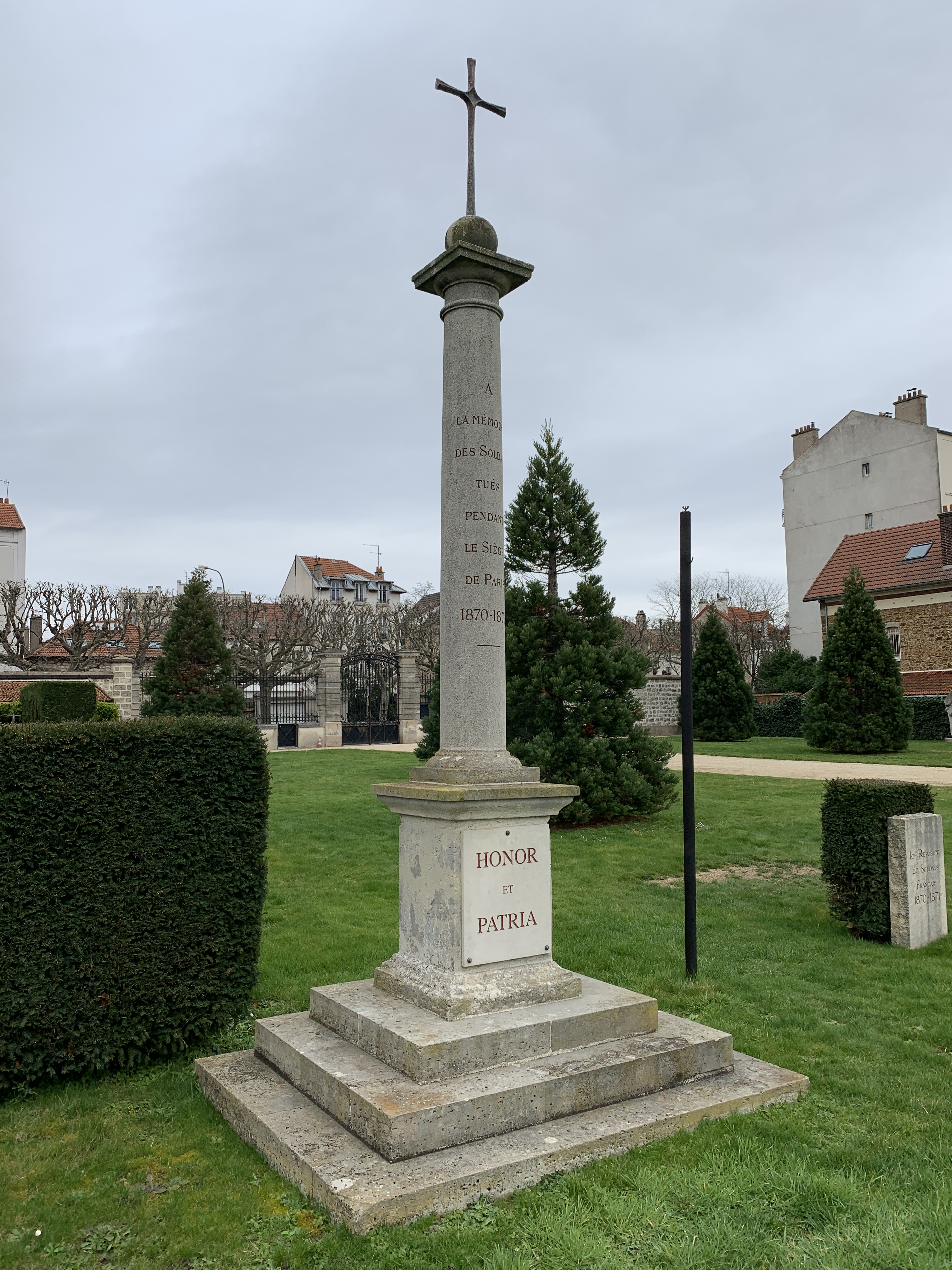
Monuments aux morts de la guerre de 1870 (Honor et Patria)[4].
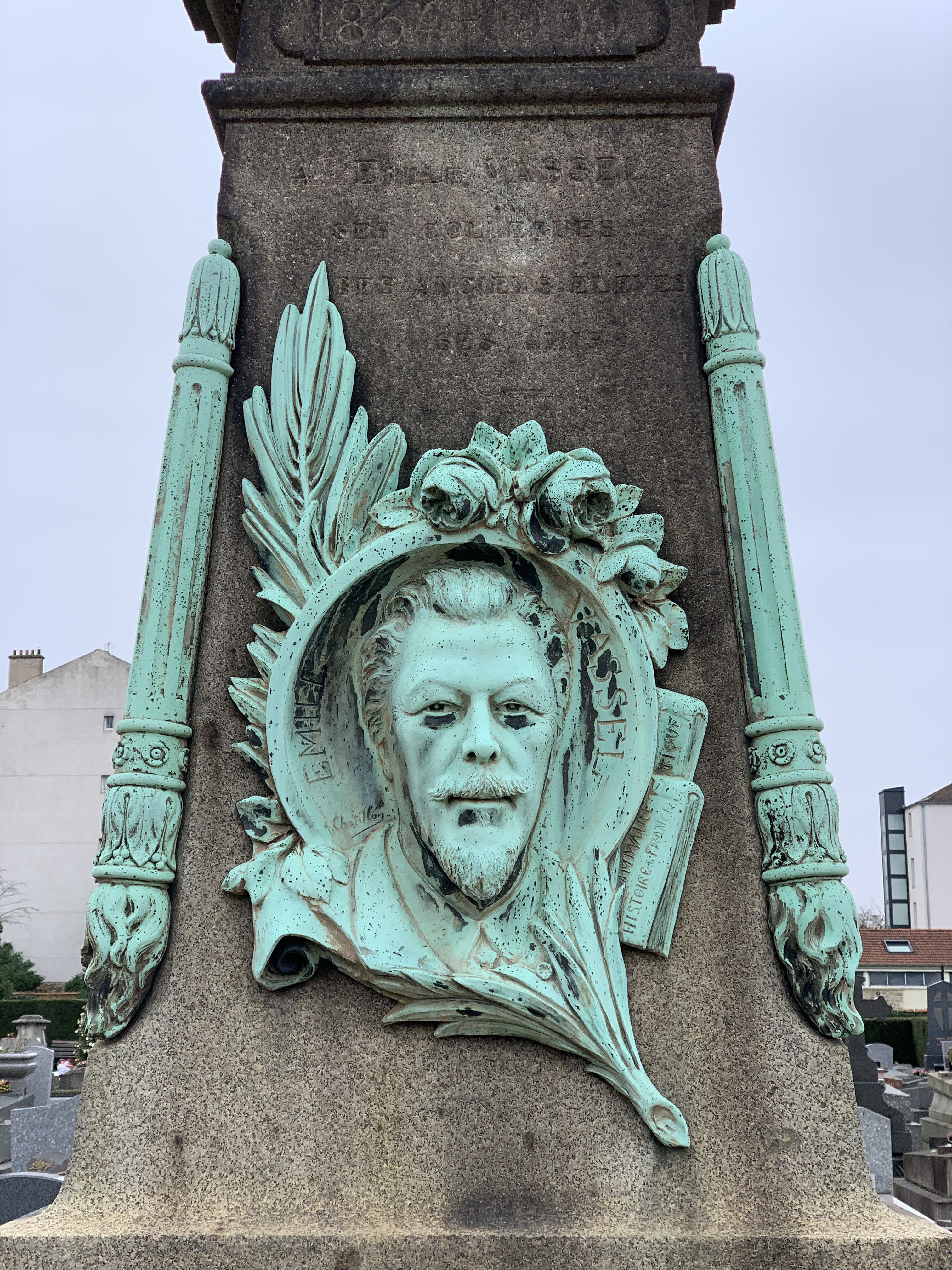
Monument sépulcral d'Émile Vassel[5] (1854-1909).
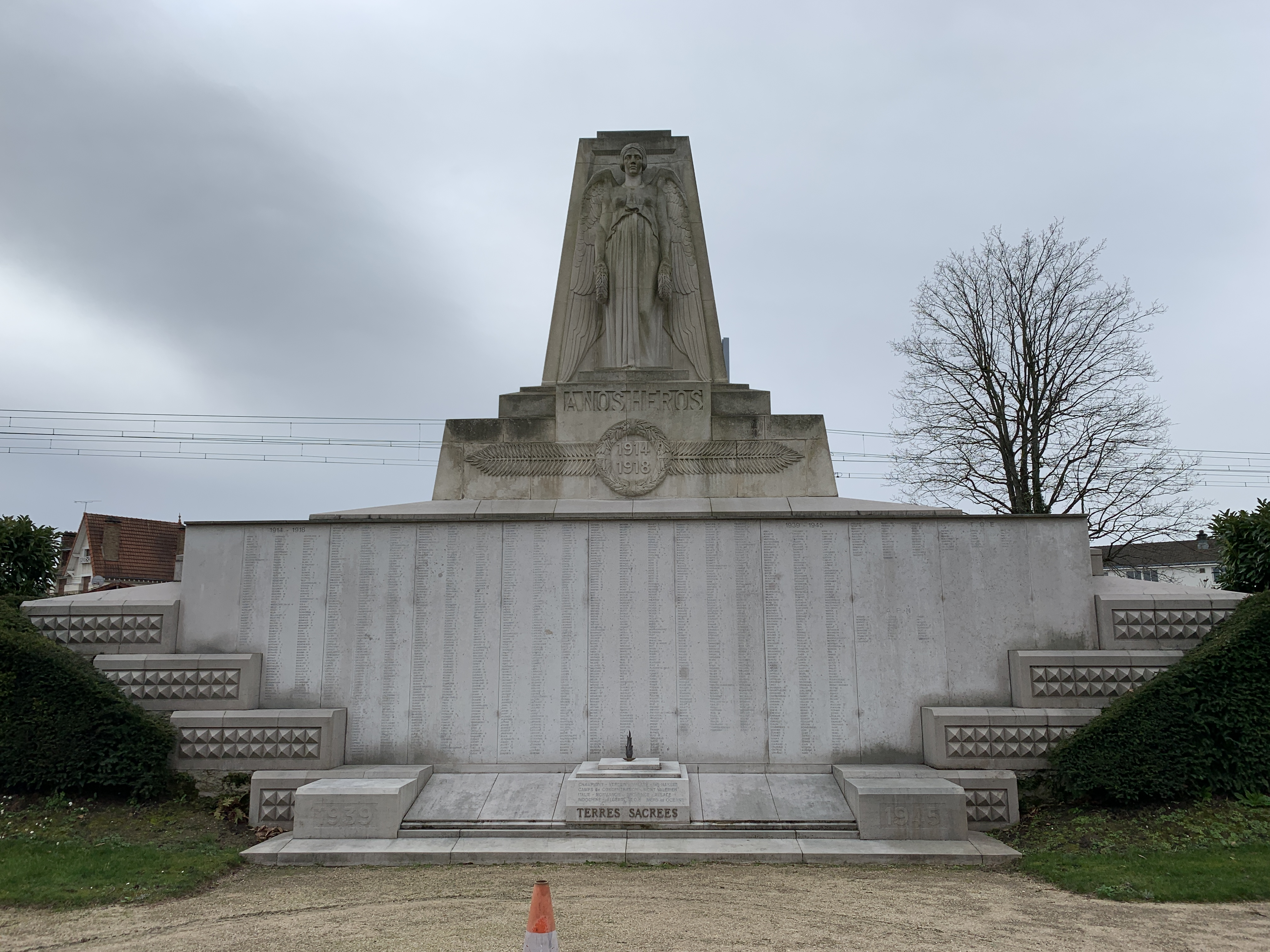
Monument aux morts.